# Ganeas förmodan
Inom matematiken är Ganeas förmodan en numera motbevisad förmodan som säger att
{\displaystyle {\text{cat}}(X\times S^{n})={\text{cat}}(X)+1,n>0\,\!}
där cat(X) är Lusternik–Schnirelmannkategorin av ett topologiskt rum X och Sn är n-dimensionella sfären. Den formulerades av Tudor Ganea år 1971. 